# Каратаусай
Каратаусай (каз. Қаратаусай) — село в Мартукском районе Актюбинской области Казахстана. Административный центр Карачаевского сельского округа. Код КАТО — 154645100.

## Население
В 1999 году население села составляло 586 человек (287 мужчин и 299 женщин). По данным переписи 2009 года, в селе проживало 511 человек (256 мужчин и 255 женщин).
В 1908 г. прибыл первый переселенец Зиновий Усик. Выстроил землянку  вблизи кочевавшего недалеко аула. В 1909 г. стали съезжаться еще переселенцы первыми из них были семьи Трендецкого П, Лактионова П. Место они выбрали удобное, выстроив свои землянки вдоль речки Борте. В 1910 г. из Мартука  приехал землемер, произвел надел земли. По обеим сторонам борозды переселенцы стали строить свои землянки. Год за годом село заселяться приезжими переселенцами. В 1929 г. образовался и наш колхоз имени Вячеслава Михайловича Молотова. В 1952 году он стал называться колхоз «Красный пахарь». После развала СССР, жители села взяли название Каратаусай, что в переводе означает «Поселок под черной горой», они дали это название  из-за окружения села.